# Артек (городище)
Арте́к — умовна назва великої археологічної пам'ятки, частина археологічного комплексу Аю-Даг, розташованого на південно-західному схилі Аюдагу, в урочищі Артек (велика частина пам'ятки зараз — територія табору Артек). Рішеннями Кримського облвиконкому № 595 від 5 вересня 1969 року і № 16 (обліковий № 184) від 15 січня 1980 року «монастир на горі Аю-Даг: комплекс середньовічних церков» VIII—XV століть, в тому числі й поселення на південно-західному.

## Опис
Поселення на південно-західному схилі Аюдагу, відкрите влітку 1963 року, того ж року досліджував Олег Домбровський (шурфування, розвідувальні розкопки, топозйомка видимих залишків споруд). Розташовувалося на морському березі, на сході впиралося в урвища Аюдага, з північного заходу було захищене стіною завширшки 2,8 м. За оцінками Домбровського селище — одне з найбільших у Криму (можливо, до сотні житлових будинків); під час розвідок виявлено обриси вулиць, огорожі будинків (з місцевого буту на глині або грязьовому розчині), виявлено дві кузні, де виготовляли залізні якорі та металеві деталі корабельного оснащення. За сучаснішими даними — понад 50 будівель різної величини (до 27 м² площі), деякі, з огляду на товщину стін (90—105 см), могли бути двоповерховими, забудова нерегулярна, що пояснюється складністю рельєфу, причому околиці житла, очевидно, бідноти, маленькі й примітивні, тіснилися на скелястих кручах. У культурному шарі переважає імпортна малоазійська кераміка, зокрема в достатку амфори, які слугували на той час основним видом торгової тари. Траплялося безліч вантажів для рибальських сіток, у відходах велика кількість риб'ячих кісток, мушель мідій і устриць і повна відсутність кісток домашніх тварин — поселення жило морським промислом і торгівлею (знайдена золота монета візантійських імператорів Василя I і Костянтина (869—879 роки) може свідчити про гуртовий характер цієї торгівлі). За наявними знахідками, виникнення селища датують VIII століттям, загинуло у XV столітті (судячи із залізних наконечників стріл, які застрягли між камінням оборонної стіни, — під час турецької навали 1475 року). Уже після загибелі поселення завалило зсувом.